# Golfpijp

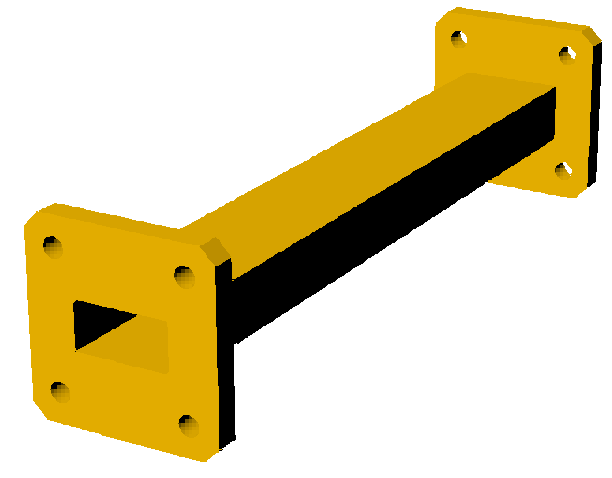
Een golfpijp

Een golfpijp is een metalen buis, met meestal een rechthoekige doorsnede, die wordt gebruikt om hoogfrequente elektromagnetische energie (golven) te transporteren.

## Geschiedenis
Het basisidee van een golfgeleider is afkomstig van Joseph John Thomson in 1893. Het werd in 1894 experimenteel bevestigd door Oliver Lodge. Lord Rayleigh gaf in 1897 de wiskundige analyse van de voortplanting van elektromagnetische golven in een holle metalen cilinder.

## Werking
Als gevolg van het skineffect zijn metalen bij zeer hoge frequenties zeer slechte geleiders voor elektromagnetische golven. Anderzijds zullen opvallende golven niet in het metaal doordringen, maar gereflecteerd worden. Hiervan wordt gebruikgemaakt in golfpijpen. De golven kunnen namelijk wel worden geleid door een diëlektricum dat door metalen geleiders begrensd wordt. De golven worden van wand naar wand gereflecteerd en zijn als het ware in de metalen buis opgesloten.
De afmeting en de vorm van de golfpijp is bepalend voor de optimale frequentie die geleid kan worden. Meestal is de breedte van de pijp  groter dan de halve golflengte van de desbetreffende golf. De hoogte van de golfpijp en een eventueel aanwezig diëlektricum (bijvoorbeeld droge lucht of vacuüm) zijn bepalend voor het maximale vermogen dat kan worden getransporteerd.
Vanwege de hoge frequenties en de veelal hoge vermogens die getransporteerd worden, is een lekkende golfpijp zeer gevaarlijk. Daarom worden er in het algemeen hoge veiligheidseisen gesteld aan golfpijpen.
Golfpijpen worden veel in radarinstallaties en in magnetrons gebruikt.

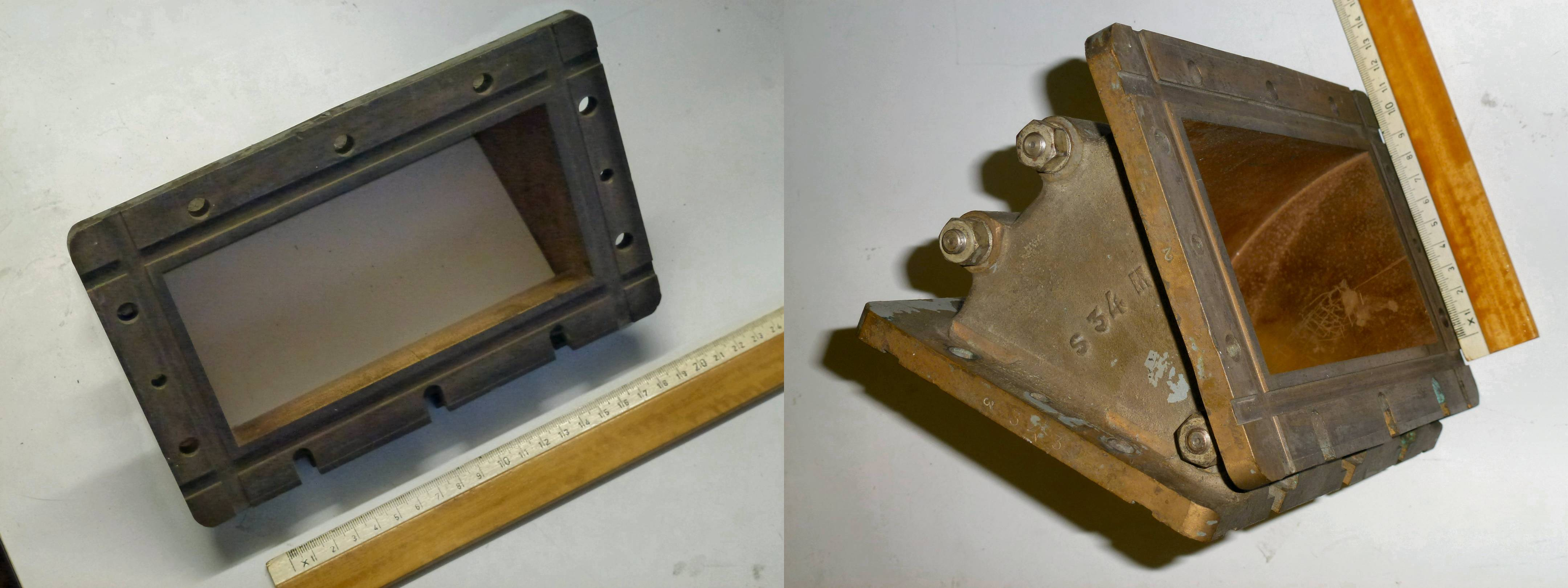
Golfpijp (enkelstuk, van rondzoekradar, afmetingen 16,5×8,25cm, ~900MHz)